# Резолюция Совета Безопасности ООН 492
Резолюция Совета Безопасности ООН № 492 — резолюция Совета Безопасности ООН, принятая 10 ноября 1981 года, после заявления островного государства Антигуа и Барбуда. По итогам резолюции Антигуа и Барбуда были приняты в ООН.

## Текст резолюции
Резолюция № 492 от 10 ноября 1981 года
На своем 2309-м заседании 10 ноября 1981 г. Совет решил пригласить представителей Никарагуа и Сент-Люсии участвовать без права голоса в обсуждении доклада Комитета по приёму новых членов относительно заявки Антигуа и Барбуда для приёма в члены Организации Объединённых Наций. Рассмотрев заявление Антигуа и Барбуды о приеме в Организацию Объединённых Наций, Рекомендует Генеральной Ассамблее, принять Антигуа и Барбуду в состав Организации Объединённых Наций.
 Принята единогласно на 2309-м заседании.
— официальный сайт ООН

## Голосование
| За (15) | Воздержались (0) | Против (0) |
| --- | ---------------- | ---------- |
| - Великобритания - Китай - СССР - США - Франция - ГДР - Ирландия - Испания - Мексика - Нигер - Панама - Тунис - Уганда - Филиппины - Япония |                  |            |